# Стрекоза (журнал)
«Стрекоза́» — еженедельное российское литературно-художественное издание либеральной направленности, журнал сатиры и юмора с карикатурами. Издавалось в Петербурге с 1875 по 1908 год, позднее — с 1915 по 1918.

## Состав журнала и сотрудники
В своё время наиболее значительный из журналов этого типа. В 1870—1880-х годах в «Стрекозе» печатались бывшие сотрудники «Искры»: П. В. Быков, Г. Н. Жулев, Н. А. Лейкин, А. Н. Плещеев, П. А. Сергеенко, Л.И.Пальмин, П. К. Мартьянов и другие. Созданный через два года после закрытия «Искры», новый еженедельник отразил перемены политической обстановки: не поднимаясь до сатиры, он направил острие юмора на «мелочи быта» (брак, семья, служебная карьера, светские условности и т. п.). Развлекательный материал, подчас скользкого содержания (ресторанные и альковные остроты), преобладал над политической злобой дня, критика чиновничьего аппарата подменялась высмеиванием личных недостатков отдельных представителей его.
Среди сотрудничавших с изданием художников были: Н. А. Богданов, А. И. Лебедев, М. О. Микешин, В. С. Шпак, А. П. Петров, В. П. Черни, Н. П. Чехов Н. В. Ремизов и другие. По идейно-художественному уровню «Стрекоза» уступала «Искре», придерживалась либерального курса. Печатались обзоры общественной и литературной жизни, рассказы, фельетоны, драматические сценки, юмористические стихи. Наиболее активным сотрудником «Стрекозы» был И. Ф. Василевский, автор статей и фельетонов, в которых высмеивал идеологов реакции (в том числе М. Н. Каткова, В. П. Мещерского), высокопоставленных чиновников, биржевых дельцов и т. п. Изредка печатались Н. С. Лесков, Я. П. Полонский, Д. В. Григорович, В. В. Билибин.

## Сотрудничество Чехова
В «Стрекозе» дебютировал А. П. Чехов, выступивший с рассказом «Письмо донского помещика Степана Владимировича к ученому соседу д-ру Фридриху» (№ 10, подпись: «…въ»). Но постоянным сотрудником «Стрекозы» А. П. Чехов так и не стал: Всего в 1880 году им опубликовано здесь 10 рассказов. В 1883 году появился рассказ «Раз в год» и в 1884 году в «Альманахе „Стрекозы“ на 1884 год» рассказ «Шведская спичка». На этом сотрудничество писателя с журналом закончилось. В 1900 году редакция журнала выпустила по своей инициативе в качестве главной премии журнала — бесплатное приложение: сборник
«В мире смеха и шуток», куда вошли лучшие рассказы и юморески, увидевшие свет на страницах «Стрекозы», в том числе и рассказы Чехова 1880 года.

## На рубеже веков
С 1900-х годов «Стрекоза» стала уделять больше внимания вопросам политики (внутренней и внешней), на её страницах появились остроты и карикатуры на лидеров Государственной думы, министров. «Стрекоза» защищала традиционное реалистическое искусство, вела борьбу с декадентскими и модернистскими течениями в литературе. В 1890—1900-е годы в журнале сотрудничали Е. Ф. Кони, Н. И. Позняков, Константин Льдов, И. И. Мясницкий, А. А. Дрождинин. Публикация некоторых рисунков журнала была запрещена цензурой (до выхода номеров из печати): 2 шаржа на главу французского правительства (1894—1902), карикатура, изображавшая российского обывателя в кандалах, с надписью: «рутина», «канцеляризм», «формализм» (1905) и т. д.; № 35 за 1907 год был подвергнут аресту, однако быстро снятому, за рисунок, направленный против Илиодора.

## Закат журнала
В 1905 году из журнала уходит И. Ф. Василевский (Буква), отдавший двадцать пять лет редактированию журнала. Какое-то время в «дни свободы» журнал выходит под названием «Спрут». Издание вначале замахнулось на весь государственный аппарат. В редакционной статье говорилось: «В огромном русском море несколько столетий живёт и питается особой породы Спрут… Ничтожный и по силам, и по содержанию, он развил в себе до умопомрачительных размеров способность присасываться к жертве и высасывать из неё соки». Но в конечном итоге «Спрут» ограничился сатирой на «орлов реакции» — Ф. В. Дубасова, К. П. Победоносцева, которых при обилии сатирической журналистики в 1905 году не высмеивал только ленивый. В эти годы в журнал влилась группа талантливых молодых сотрудников: художники Ре-Ми (Н. В. Ремизов-Васильев), А. Радаков, А. Юнгер, А. Яковлев, Мисс (А. В. Ремизова) и поэт Красный (К. М. Антипов). Все они были недовольны увядшей «Стрекозой», бесцветной и убогой на фоне расцвета талантливой и злободневной современной сатирической журналистики («Жупел», «Адская почта» и т. д.), и настойчиво предлагали молодому издателю М. Г. Корнфельду реформировать её. Появление А. Т. Аверченко послужило последним толчком для того, чтобы осторожный издатель согласился на реформу «Стрекозы». 3 апреля 1908 года наряду со «Стрекозой» начинает выходить «Сатирикон». В течение двух месяцев журналы выходят параллельно, пока 1 июня 1908 года они не сливаются окончательно.

## Новый журнал
Какое-то время «Стрекоза» не выходит совсем. Спустя несколько лет, в 1915 году, издатель И. А. Богельман и редактор (с 1917 года)  М. Архангельская начинают выпускать новое развлекательное издание и дают ему знакомое читателям название. Периодический журнал сатиры и юмора «Стрекоза» продолжал свою родословную от прежнего еженедельника. Основными авторами новой «Стрекозы» стали А. А. Измайлов, Ф. Ф. и Ф. В. Трозинер, Сергей Михеев, Д'Актиль, художник прежней «Стрекозы» А. И. Лебедев и др. По аналогии со «Всемирной и русской историей, обработанной «Сатириконом», «Стрекоза» печатает «Историю русской лирики от Тредьяковского до Кузмина» — серия пародий А. А. Измайлова. Однако в целом уровень публикаций в новой «Стрекозе» мало отличался от того прежнего издания, которое, по ядовитому замечанию Аверченко, можно было читать только в парикмахерской. В таком виде журнал просуществовал до января 1918 года, закрытый новой властью за вышучивание революционеров-большевиков.